# Agostino Demarchi
Agostino Demarchi (* 19. September 1813 in New Orleans, Louisiana; † 20. Februar 1890 in Astano) war ein Schweizer Politiker. Von 1850 bis 1854 gehörte er dem Nationalrat an, von 1866 bis 1868 dem Ständerat. Darüber hinaus war er Staatsrat des Kantons Tessin.

## Biografie
Er kam in New Orleans zur Welt, wo sein Vater Giovanni Antonio Demarchi aus Astano als Architekt tätig war, seine Mutter war Susanna Beatrice Guisciard. 1816 kehrte er mit der Familie in den Kanton Tessin zurück. Agostino Demarchi erhielt seine Mittelschulbildung bei den Somaskern in Lugano und Genua. Er begann an der Universität Pavia zu studieren, wo er jedoch aufgrund seiner Sympathien für die Bewegung Junges Europa von Giuseppe Mazzini ausgeschlossen  wurde. Sein Medizinstudium schloss er daraufhin an der Universität Montpellier ab und war daraufhin im Tessin als Arzt tätig. Demarchi war ein Förderer der Volkserziehung; er gründete die Oberschule in Curio und den Kindergarten in seiner Heimatgemeinde Astano. Er heiratete Rosa geborene Avanzini (* 1822; † 31. März 1889).
Auf Seiten der Radikalliberalen wurde Demarchi 1839 in den Tessiner Grossen Rat gewählt, im Dezember desselben Jahres war er am bewaffneten Aufstand der Radikalen beteiligt. 1846 wechselte er vom Grossrat in den Staatsrat, dem er bis 1861 sowie nochmals von 1868 bis 1876 angehörte; während dieser Zeit stand er dem Militärdepartement vor. 1843 war er Tessiner Gesandter an die Tagsatzung. Im Oktober 1850 kandidierte Demarchi mit Erfolg bei einer Nachwahl und zog daraufhin von 1848 bis 1851 in den Nationalrat ein, war er von 1866 bis 1869 Ständerat und später Präsident des Staatsrates des Kantons Tessin. Im Militärdienst wurde er 1847 zum Major, 1850 zum Kommandeur der Carabinieri und 1851 zum Oberstleutnant ernannt. Ab 1851 vertrat er den Wahlkreis Tessin-Süd, 1854 misslang ihm die Wiederwahl. Von 1866 bis 1868 vertrat er den Kanton Tessin im Ständerat.